# Fédor Jeftichjew
Fédor Jeftichjew (en russe : Фёдор Евтищев, Fiodor Ievtichtchev), né en 1868 et mort le 31 janvier 1904 à Thessalonique, en Grèce, est un homme russe souffrant d'hypertrichose (ou hypertrichosis lanuginosa). Connu sous le surnom de « Jojo the dogfaced boy » (littéralement Jojo l'enfant à tête de chien) aux États-Unis, il fut exhibé comme un phénomène de foire.

## Biographie
Fédor Jeftichjew naît en 1868 à Saint-Pétersbourg, en Russie. Tout comme son père, Andrian, il souffre d'hypertrichose. Déjà très jeune, il réalise des tournées dans les cirques français avec son père, où ils apparaissent sous le sobriquet d'« Hommes-chiens ». Dans les années 1870, ils se présentent au Vauxhall de Paris. À la mort de son père en 1884, et alors qu'il est âgé de 16 ans, il part pour les États-Unis après avoir signé un contrat avec Phineas Taylor Barnum.
Barnum lui invente une biographie pour les spectacles où il est exhibé : un chasseur de la région de Kostroma aurait poursuivi Fédor et son père dans la grotte où ils auraient habité, et les aurait capturés. Il raconte que le père de Fédor, Adrian, était un sauvage, qui n'a pu être civilisé. Enfin, il souligne la ressemblance de Fédor avec un chien, et explique que ce dernier aboie et grogne lorsqu'il est en colère. Durant les spectacles, Fédor confirme les faits précédents en aboyant devant le public.
Fédor parlait russe, allemand et anglais ; il réalisa des tournées dans toute l'Europe et aux États-Unis.
Le 31 janvier 1904, il meurt d'une pneumonie à Thessalonique, en Grèce (qui faisait partie à l'époque de l'Empire ottoman).

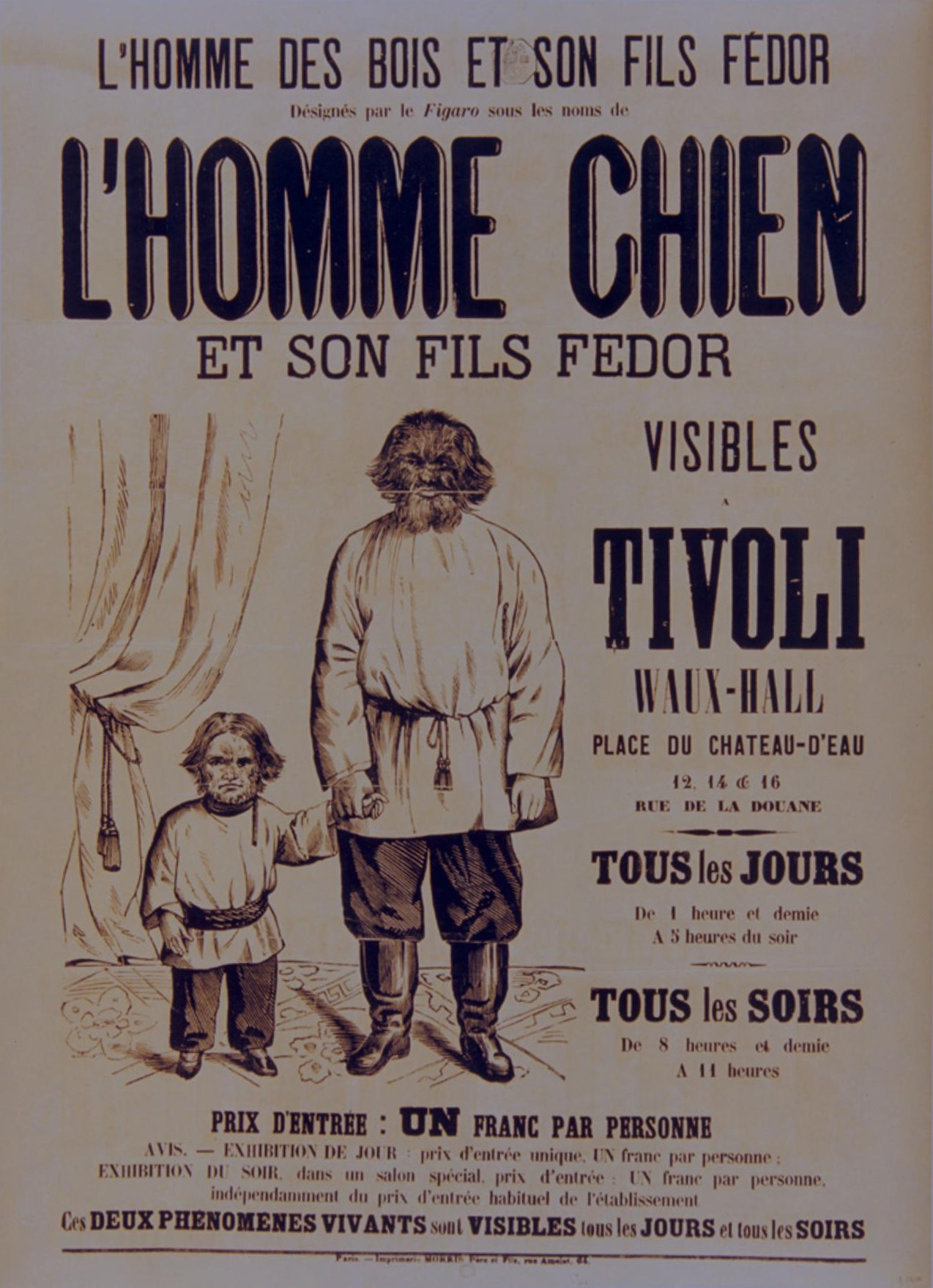
Affiche de présentation de L'Homme chien et son fils Fédor au Tivoli Waux-Hall de Paris dans les années 1870.
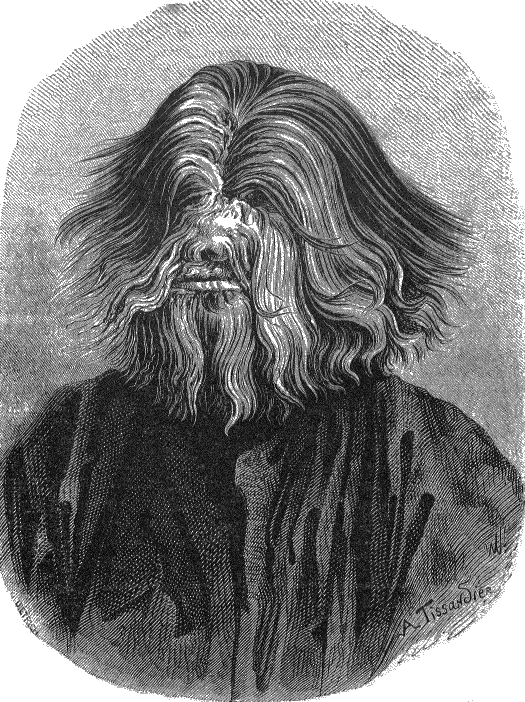
Andrian Jeftichjew, père de Fédor Jeftichjew, portrait dessiné en novembre 1873.